# 漁法

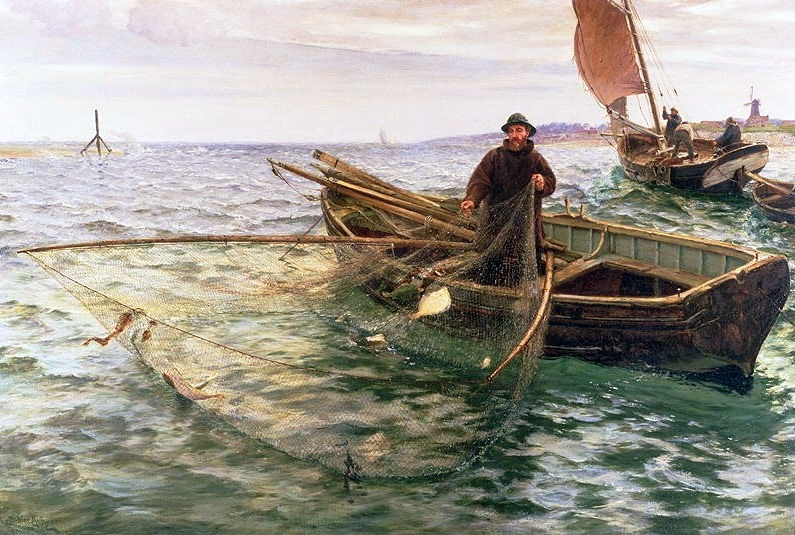
チャールズ・ネーピア・ヘミー作『漁師(The Fisherman)』1888年

漁法（ぎょほう　英:Fishing techniques）は、魚介類を捕らえる漁の方法である。
漁法には、徒手採捕、刺突漁法、網漁法、釣漁法、陥穽漁法などがある。娯楽、商業、零細の漁者が違う技法を使うこともあれば同じ技法を使うこともある。遊漁者は娯楽やスポーツとして漁を行い、漁撈者は利潤のために漁を行う。零細漁師は、開発途上国だと生存の糧として、それ以外の国々では文化遺産として、伝統的な手法を使っている。概ね、遊漁者は釣漁法を採用しており、漁撈者は網漁法を採用している。
様々な漁法と魚の行動に関する知識（回遊、採餌、生息地等）との間には、複雑な繋がりがある。漁法の効果的な使用は多くの場合この付加知識に基づいている。どの技法が適切なのかは、標的となる魚種およびその生息地によって主に決まる。 
漁法は、漁具と対の関係にある。漁具は漁をする時に使用される物理的な機器を指し、漁法は漁をする時に漁具を扱う手法を指す。

## 徒手採捕
両手を使うことにより、最小限の設備で多くの水産物を穫ることが可能である。水産物を手で集めるのは、浜辺から貝や昆布を拾ったり、アサリやカニ目当てに浜辺を掘ったりして容易にできる。最も古い貝塚としては、テラ・アマタと呼ばれるフランスの遺跡が30万年前まで遡る。現生のホモ・サピエンスは約50,000年前までヨーロッパに現れなかったので、これはヒト科のものである。

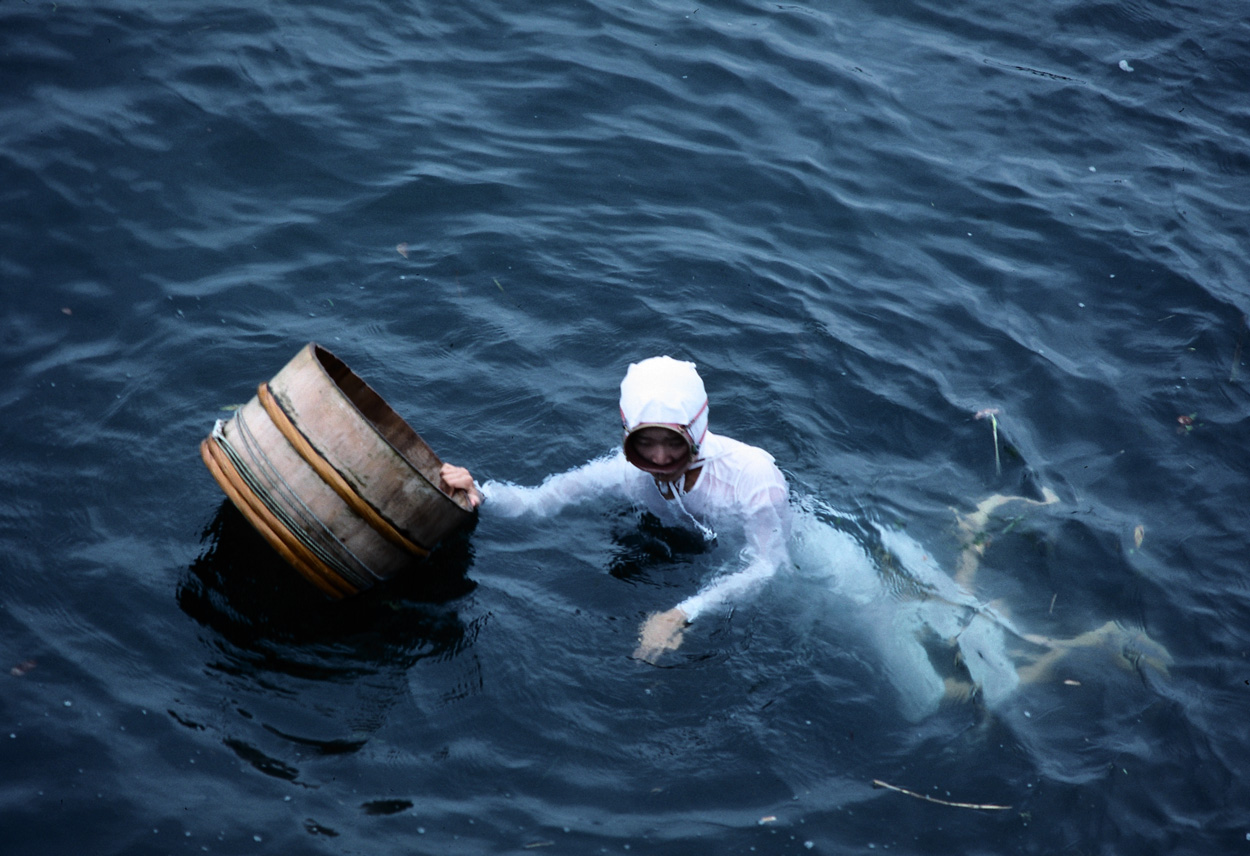
日本の海女

- ヒラメ踏みつけ漁 (Flounder tramping)  - ヒラメなどの平たい魚を踏んで捕まえる方法。英国のパルナッキーという小村では、毎年8月にこの世界選手権が開催されている。
- ヌードリング - アメリカ合衆国の主に南部で実践されている。漁師はナマズの穴に自分の手を突っ込む。うまくいけば、（獲物だと勘違いした）ナマズが前に泳いで漁師の手に食らいつき、本人は怪我してしまう恐れはあるもののナマズを穴から引きずり出すことができる[5]。
- 海女（真珠採り）- 伝統的に水深30ｍまで素潜りしてカキなどを収穫する[6] 。現在では、素潜りの遊漁者がロブスターやアワビなども手で捕まえているが、漁師が漁業権を持つ水域でそれを勝手に獲ると「密漁」として法律に触れる可能性が非常に高い[7] 。
- 石打漁 - 水底の岩石を別の石や大槌で叩き、その音響や震動によって気絶して浮いてきた魚を手で捕まえる。
- マス愛撫漁 (Trout tickling)  -マスの腹を指でさすると、うまくやれば1分ほどでマスは催眠状態に入る。この技法はシェイクスピアの劇中で幾度か言及されている[8]。

## 刺突漁法
刺突漁は、モリ、ヤス、矢など特化した槍状の突具で行われる昔ながらの漁法である。一部の突具は、スリング（ゴム紐の輪）を使って槍を推進させる。

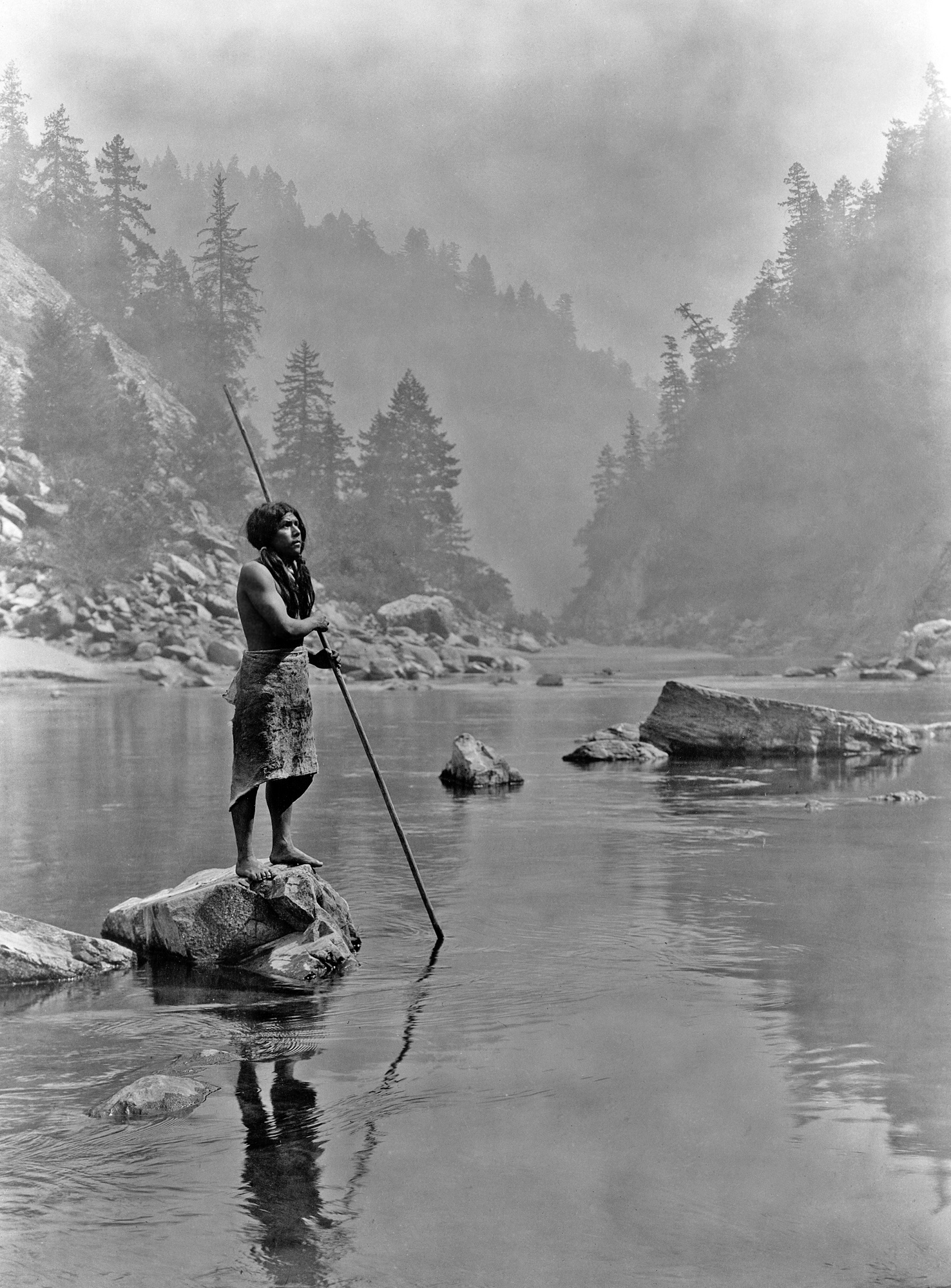
水辺で槍を持つアメリカ先住民

- ボウフィッシング - 浅瀬で水上から弓矢を使って魚を射殺す方法。
- 簎（ヤス） - 長い柄を持つ先の割れた突具を使い、様々な魚介類を刺突する。外来語ではギギング (Gigging) と呼ばれ、アメリカ南部および中西部で人気がある。
- ハワイアンスリング (Hawaiian sling)  - 槍とは別途でスリングがあり、水中弓矢（又はスリングショット）の要領で使う。
- 銛（モリ）  - 大型魚の漁で使われる槍状の突具で、刺さったら容易に外れないよう鏃部にあご（かえし）がある。西欧では旧石器時代に普及しており[11] 、南フランスのコスケル洞窟にある16,000年以上前の壁画には、こうした漁具で刺突されたと思われるアザラシが描かれている。
- 鳶口 (Pike pole)  - 鋭い鉤付きの棒を使って、魚を叩いたり刺突する。
- 手銛 (Polespear)  - 銛の柄にスリングが取り付けられたもの。スリングを引き延ばした状態で手銛を握り、狙いを定めて離すとゴムの反動で推進および刺突する。
- スピアガン - 伝統的な刺突漁は浅瀬に制限されているが、スピアガンの開発がその方法を一気に効率的にした。実践で潜水夫は最大4分間（時にはそれ以上）息を止めている。当然だが水中呼吸器材を備えた潜水夫はずっと長い時間潜っていられる。
- 三叉槍 - 先が三叉の槍で「トライデント」とも呼ばれるヤスの一種。刺突漁で用いられ、以前は戦いの武器でもあった。主に西洋の初期神話や古い歴史の中に登場する。

## 網漁法
漁網は通常、比較的薄い糸を結んで作られた網である。紀元前180年頃、ギリシアの作家オッピアノスが漁法に関する教訓的な詩『Halieutica』を書き、船からの投網使用、輪状に開いているたも網掬い、そして「主人が寝ている間に働く」様々な仕掛けを含む様々な漁獲手段を説明した。
網漁法は商用漁業の主な方法だが、延縄、引網、底引き網、そして仕掛けも使用される。

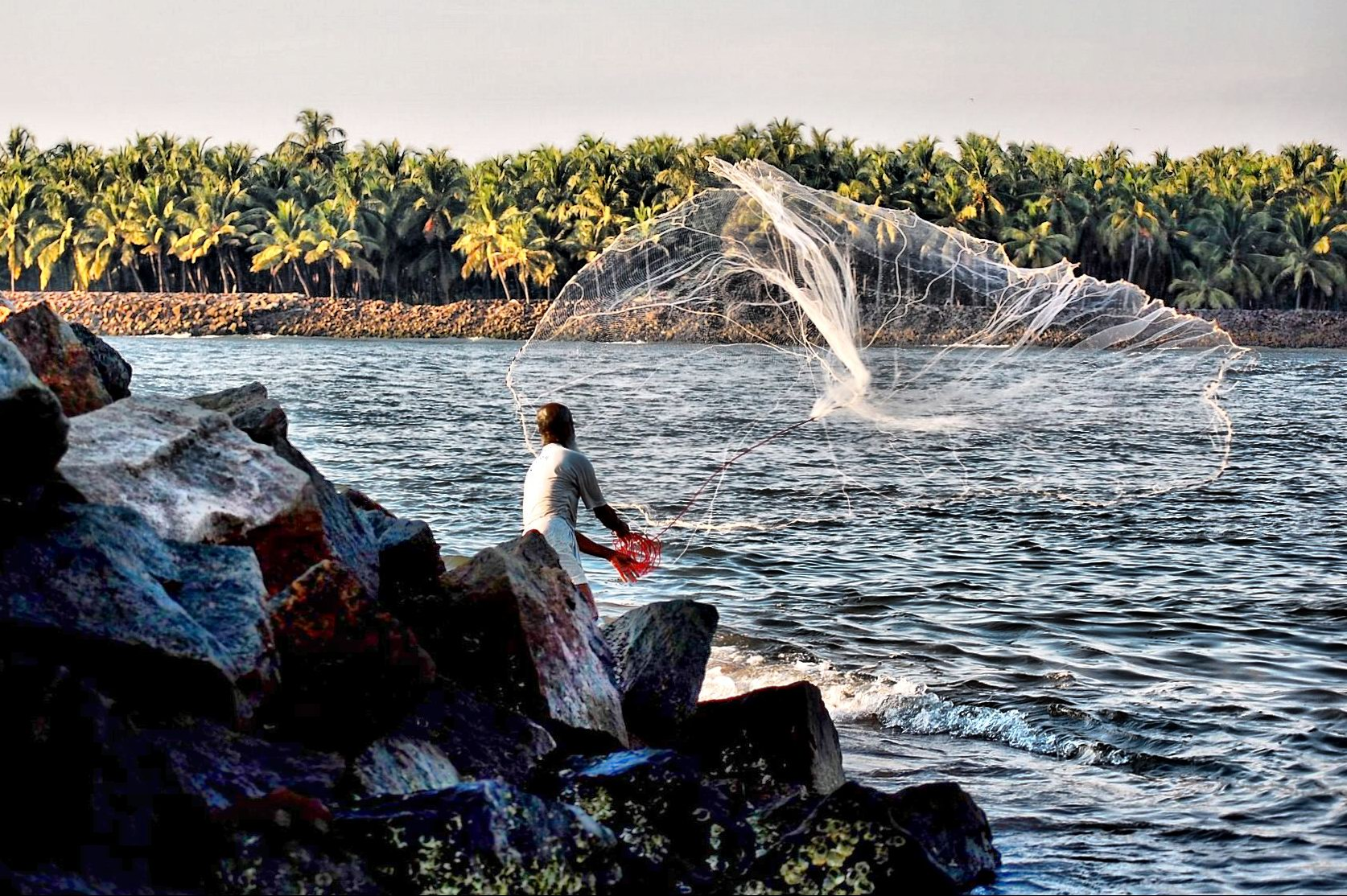
インドのケーララ州で投網をする漁師。

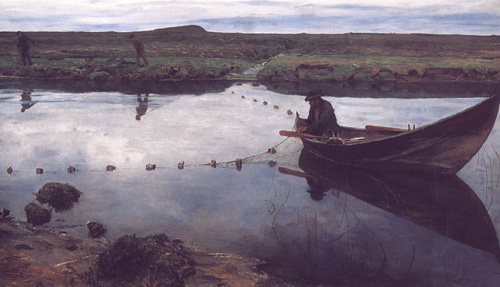
刺し網を描いた油絵。エイリッフ・ペーテシェン作『Laksefiskeren（鮭漁師）』

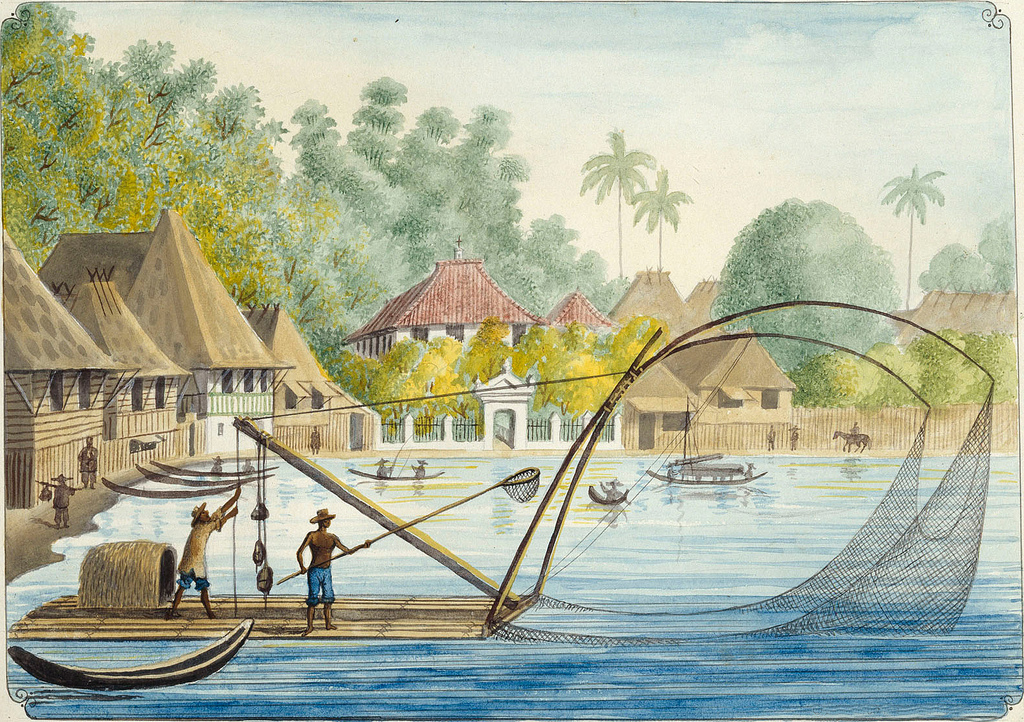
フィリピンのサランバオ 漁師を描いた絵画『Pesca con el Sarambao』(1847)

- 投網 - 周縁部の網裾に小さな沈子（網石）を複数つけた、円状に広がる網。「投げ網」「打ち網」とも言う。網は水面に広がるような方法で手で投げられ（打つとも言う）、沈んでいく。 その網を引き戻すことで魚を捕まえる[12] 。この単純な装置は数千年もの間、様々な変更を加えて使用されている。
- 流し網 (drift net)  - 海潮流に漂わせて使用する、錨で固定しない刺し網[13] 。多くの国の沿岸部で使用されている。公海上での使用は禁止されているが、依然として行われている。
- 刺し網 - 網目に引っかかることで通過しようとする魚を捕らえる網。頭部の鰓などが引っかかった魚は、網を抜けての前進も後退もできなくなる。網目をより細かくし、鰓でなく歯や上顎骨で魚を捕まえるように設計された網 (Tangle net) もある[14]。
- ハアフネット (Haaf nets)  - 主に英国ソルウェー湾で使用される。1000年前にヴァイキングによって英国に持ち込まれたこの技術は、漁師が大きな長方形の網を水中深くに持って歩き回ったり、鮭が網の中へ泳いでくるのを待つというもの。その後、魚は網上げによってすくい獲られる。
- たも網 - 輪状に開いた枠つきの、手で持つ小型網。これは古代から使用されている。「すくい網」「さで網」とも呼ばれ、水面付近で魚をすくい上げるのに使用される。たも網には一般的に柄がついているが、柄がない場合（単純なすくい網）もある。釣り人などは略語で「たも」とも呼ぶ。たも網は魚をさほど傷つけないため、タグ・アンド・リリースや水族館用の魚捕獲に使用される。
- 敷き網 - 一定の深さまで網を水没させ、その後垂直に持ちげることで魚を獲る方法。網は平たいものでもできるが、袋状や箱型、ピラミッド型、円錐型でも可能である。敷き網は手動でも船でも操作可能で、海岸でも実施できる。典型的には魚をおびき寄せる餌や集魚灯を使用する[15]。
  - チーナバラ (Cheena vala)  - インドの沿岸部で行われている敷き網[16]。巨大な機械仕掛けが直径20m超の水平ネットを把持しており、網が水中に浸されて再び引き上げられるが、それ以外は動かせない。元々は東南アジアから来たものだが、名称は「中国式の漁網」という意味。
  - サランバオ (Salambaw)  - フィリピンの筏または艀で行われる伝統的な大型の敷き網。高さ15-20m前後の直立柱や塔構造を活用する。柱の頂部には、互いに交差する2つの大きなカーブした竿材があり、大きな四角形の網がこれら竿材の端に取り付けられている。柱はクレーンとして機能し、加重レバー機構を使用して傾けられて網を沈めることができる。操縦者はレバーを押し引きするか、或いは自分の体重でレバーを下ろすためにその上に登って、柱を上げる。大型アウトリガーカヌーで行われるサランバオの変種はバスニガン (Basnigan) として知られている[17]。
- 引網 - 様々な方法で水中に網を配置し、網ごと引いて魚を獲る大型の漁網。浜辺から網を揚げる地引き網が単純かつ一般的な技法。
- 巻網 - 網の下端沿いに付けられた沈子（重り）と上端の浮子（浮き）によって垂直に立つ巾着網が知られており、網船を使って魚群を包囲したのち網裾を絞りこんで逃げ道を塞ぎ、網をたぐり寄せて魚を獲る[18]。このほか日本独特の巻網として「揚繰網」がある[19]。
- トロール網 - 大きな円錐形の網で、海や海底沿いにを引きずるよう設計されたもの。日本では海底を引くものについて「底引き網」とも言う。トロール漁では、トロール船と呼ばれる1隻以上の船によってこの網が水中を引かれる。この水中で網を引き回す行為からトロール漁と呼ばれる[注釈 1]。

## 釣漁法

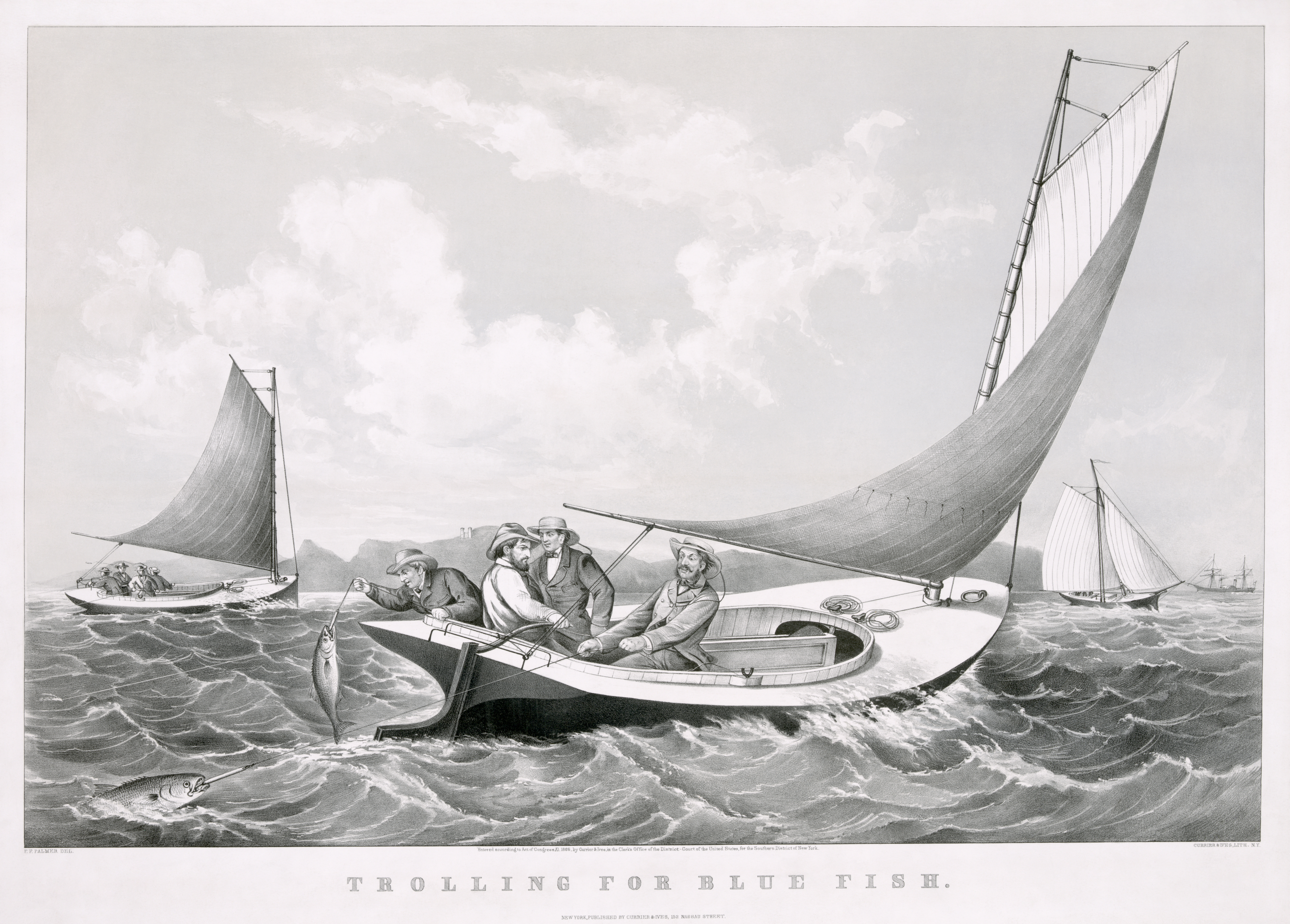
『Trolling for blue fish』1866年の平版画

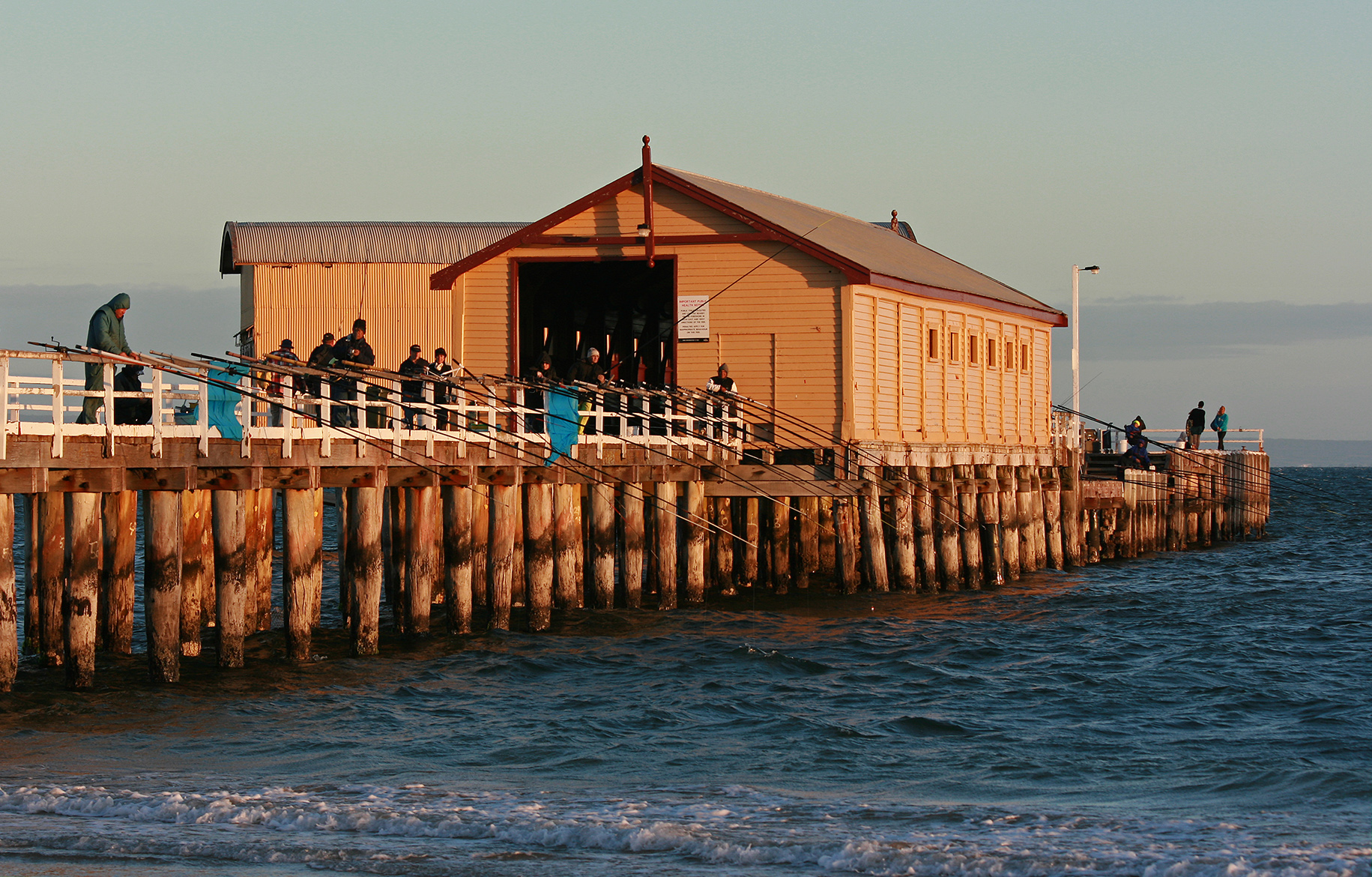
ジギングで専用の竿を使う漁師。オーストラリアビクトリア州

釣漁法は「釣針（鈎）」によって魚を獲る手段。一般的に釣針は釣り糸に取り付けられ、時にはオモリ (釣具)にて重量をつけて水中に沈ませる。これが先史時代より釣りで使用されている古典的な仕掛けの全容である。釣針は通常、ルアーまたは餌魚に潜ませてある。ほかの釣り具としては釣り竿の使用などがあり、これにはリールを付けることが可能で、振って釣り糸を遠くへ届かせる機構として働く。
釣り糸を遠くに届けさせる別の手法としては、釣り用の凧や射出装置、いかだ、リモコン装置などがある。浮きは、糸や仕掛けへの食いつき（アタリ）を表示する補助としても活用されている。釣りは遊漁(sport fishing)での主な方法だが、商業漁業も延縄漁や商業トローリングなど、複数の釣針を含む釣漁法も活用している。

### 糸釣り
糸釣りは釣り糸で魚を釣り上げることである。釣り糸は魚釣り用に作られた糸である。釣り糸の重要な要素は、その長さ、材料、重量（太くて頑丈な糸は魚に見える)。釣り人が釣り環境に対して糸を選択するかを決定する要因には、破壊強度、結び目の強さ、UV抵抗、可鍛性、柔軟性、伸縮性、耐摩耗性、可視性が含まれる。
現代の釣り糸は一般的に人工物質から作られている。最も一般的な種類はモノフィラメント（テグス）で、一本鎖で作られている。編みこんだ釣り糸 (Braided fishing line)  や熱融合させた糸 (Multifilament fishing line) もある。
- 延縄漁 - 1本の幹縄に幾つもの枝縄があり、各枝縄の先端に餌付き針がある。この幹縄を水面と平行に伸ばすと枝縄が海中でのれん状に垂れ、同じ水深で群れる習性の魚（例えばマグロ）を狙って複数獲ることが可能な漁法[20]。浮子や沈子を使うことで、海面近く（浮延縄）から海底付近（底延縄）まで仕掛けを設置することができる。
- 立縄漁 - 延縄を立てたような形で、幹縄のテグスが水面と垂直に伸びて、そのテグスから幾つもの餌付き針が横を向いて伸びている方式[21]。立縄の下端には沈子があり頂部には浮子がついている。一般に延縄ほど長くはなく、釣針の数も延縄ほどではない。
- 手釣り - ルアー等の仕掛けや餌魚を施した単一の釣り糸を 手に持って、釣りをすること。手釣りは小舟からでも海岸からでも行うことが可能。行うことができます。主に底魚やイカを獲るのに使われるが、小型の深海魚も獲れる。
- 曳縄漁 - 釣り糸と釣り針を備えた漁具を、船舶で引き回して魚を獲る方法[22]。サバ科などの遠洋魚を獲るのに使われる。英語でトローリングと呼ばれ[注釈 2]、陸地からの釣りで仕掛けをゆっくりと引きまわす技法の事も指す。
  - パヒラ(Pahila) - フィリピン沿岸での伝統的な曳縄漁。小さいアウトリガーカヌー形状の浮子(palyaw)に結ばれた餌付き針を使用する。浮子には長い釣り糸が付いており、水辺に置かれると人力によって浜辺沿いを走るか歩くことで引き回される。波の抵抗と斜めに引く力の作用で、その浮子は（凧が揚がるのと似た原理で）沖合へと向かうことになる。釣り糸の長さいっぱいに達するや、それは急速に浜辺沿いで引く人と平行に移動する。釣果を確認するために、それは幾度となく海岸に引き戻される[23]。パヒラとは現地語で「引く」という意味である。他にも様々なフィリピン語の名前(subid-subid, sibid-sibid, paguyod, pahinas, hilada,saliwsiw)で呼ばれている[24][25]。

### 竿釣り
釣り竿は、釣り糸に細かな制御を与える。竿には通常、釣り糸を保存して出し入れを行う機能があるリール (釣具)が装着されている。浮き (釣具)も使われることがあり、これはあたり（魚の食いつき）を判断する指標として機能する。釣り針はルアーや餌の中に潜ませることができる。

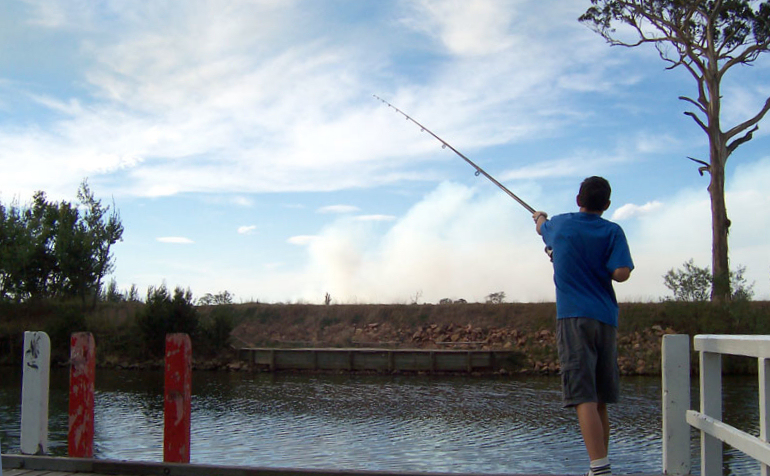
竿釣り

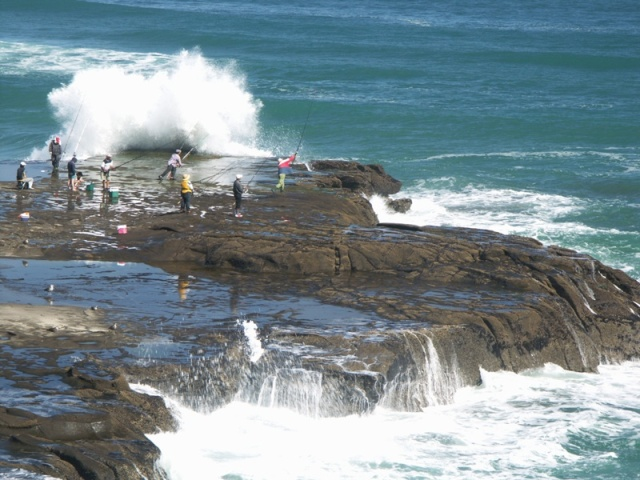
ニュージーランドでの磯釣り。

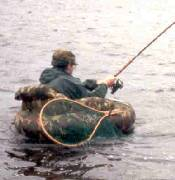
ゴムボートで釣りをする人

- 船釣り - 一般的に釣りは船上から、又は海岸線や川岸から行われる。船から魚を獲る場合は網から罠まで概ね大半の漁法を使用可能だが、（遊漁者は）何らかの釣りという形が非常に一般的である。陸地からの釣りと比較して、船釣りは異なる漁場や異なる魚種により多く近づくことができる。船釣りに特化した漁具（船竿など）も幾つかある。
- 堤防釣り - 河川の土手および海岸の防波堤からの魚釣り。通常は釣り竿とリールで行われるが、網、罠、突具も使える。堤防釣りの人達よりも、時には船釣りの人達のほうが一等地にある魚の沢山いそうな場所に容易く接近可能だったりもする。とはいえ多くの人は船を所有しておらず、堤防釣りには独自の利点があることが分かっている。堤防釣りには独自の秘訣があり、現地の知識（水深、堤防の構造、魚のいる場所や時間帯、食いつく餌やルアーの種類など）をはじめ様々な事が成功をもたらす。
- 磯釣り - 海に隣接する岩場からの釣り。オーストラリアやニュージーランドで人気の遊漁法。時には激しい波が打ち付けるなど身の危険がある遊漁で、毎年多くの命が奪われている。
- 投げ釣り- 柔軟な釣り竿を使って、沖に向けて釣り糸を飛ばす釣りの方法。竿を後方から素早く前方（水のある方向）に振り出すのが、一般的な技法である[26]。投げ釣りの動作自体 (Casting)  がスポーツ競技にもなっており、正確さと距離の世界記録が認定される国際キャスティングスポーツ連盟の監督による大会も実施されている[27]。この技法には竿の振り方や糸の落とし方などで幾つかのバリエーションがある、[28]。
  - ピッチング- 投げ釣りでルアーを遠方の水面上で静かに着水させる技法。ピッチングでは竿を下から振り上げてルアーを送り出し[29]、多少の水飛沫は起こるものの上手くいけば魚を警戒させない[30]。
- 浜辺での投げ釣り (Surfcasting)  - 竿を使って海岸線から波間に糸を投げ入れる釣り方。一部例外はあるが海に入った状態や浜辺ですることが多い。概ね基本的な考え方は、岸からターゲットの魚に届くよう必要な限り遠くへと、海に向かって餌やルアーを振り出すことである。 ここでは長いキャスティング距離と筋肉的な技量が必要な場合とそうでない場合がある。浜での投げ釣りは、適切なリールやガイド（または中通し）を備えた長さ2-4ｍの投げ竿で行うことができる[31]。浜釣りに熱心な人達は通常、竿やリールやルアーなどの各種釣り具（タックル）を複数持っており、釣り場の環境およびターゲットの魚に応じたタックルに調整して投げ釣りをする。リールなどの機器は、塩の腐食や砂の研磨に耐性があるもので揃えておく必要がある。
- フライ・フィッシング - ルアーとして、飛回る虫を模したフライ (釣り)という専用の毛針を使うもの。この釣り用に特注された竿（フライロッド）や糸（フライライン）を使って、投げ釣りが行われる。ターゲットにフライを送る目的でフライラインは幾度となく投げられる。フライ毛針は、大きさ、重量、色が劇的に異なる。フライフィッシングは、西洋だとマスやサケを獲るための方法として独特かつ古代からの最も知られた釣り方法であるが、現在では幅広い種類の魚（フライパン調理できる大きさの淡水魚のほか、海水魚も含む）で採用されている。虫が飛んでいるように見せかけるフライフィッシングには独自の投げ技術（スペイキャストやリーチキャスト等）がある。
- テンカラ釣り - 200年以上前に日本で始まった伝統的なフライフィッシングの一種。元々は3-6mの竹竿の先端に直接糸を結だもので、リールを使わずに行われていた。現代のテンカラ竿は通常グラファイト製で伸縮竿であるが、やはりリールを装着せず竿の先端に糸を結わえる。西洋式フライフィッシングとは異なり、テンカラでは先へ行くほど細くなる糸（テーパーライン）を使ったり太さ均一の糸（レベルライン）も使用する。典型的な標的はマスやイワナなどだが、最小の淡水魚種もこの方法で釣ることができる。
- ジギング - ジグと呼ばれる釣りルアーで行う釣りの実践法。ジグとは、釣り針のある金属のオモリ (釣具)で構成され、通常は魚を誘引する軟体で覆われている。ジグは垂直方向に繰り返しカクカク動くことを意図しており、水中を水平移動することを意図したスピナーベイトとは対照的である。
  - ジガーポール (Jigger pole)  - 欧米の古いバス釣りの方法。竹みたいに節のついた竿(cane pole)の前端に、長さ30cm未満の太い糸（最低30lb）を結んだもので行われる。リールは無く、糸の端にはスイベルが付いている。典型的なやり方は、竿の先端までしっかり水中に落とす。魚のいそうな場所でルアーを前後に動かして竿先で水面を軽くたたき続けると、発生した水音や波紋に誘われたバスが水中のジグに食いつく[32]。
- スラビング - バス釣りの技法で、釣り人が魚群探知機で捉えた魚群に餌を積極的に撒きつつ平たいルアー（通常は餌魚みたいに描かれた1-2.5オンスの鉛製または金属の重い板状）を繰り返し持ち上げては落としたりをする。アメリカ南部の貯水池にてホワイトバスやストライプバスを狙うのに使う。

### その他の釣り
- ボトムフィッシング - 水底にいる魚を釣るもので、日本では根魚狙いの「ぶっこみ釣り」とも呼ばれる。ボトムフィッシング用の一般的な漁具は、糸の終端にオモリをつけ、その約2.5cm上に釣り針をつけておく。この方法は手釣りでも竿釣りでも可能である。適度な場所に糸を投げるぶっこみ釣りは、投げ釣りほどの遠投を必要とせず「磯竿」が専用の竿とされている[33]。この釣り方は船でも陸地からでも可能である。タイ、ナマズ、サッカー科などの根魚を標的にする。
- 氷上の穴釣り (Ice fishing)  - 凍結した水域の氷に開けて、その穴から糸と針で魚を獲る方法。日本では氷上ワカサギ釣りが有名[34]。他にもイヌイットなど、寒冷気候に住む狩猟採集民族および遊漁者によって実践されている。
- カヤックでの釣り (Kayak fishing)  - 長い歴史を持ち、近年は人気を集めている。使われる技法の多くは他の船釣りのものと同一だが、差異としてはセットアップ（各漁具をカヤックに取り付ける方法）とそうした小舟の上で実行される各活動がある。
- 凧での釣り (Kite fishing)  - 長年にわたり中国やニューギニアや他の太平洋諸島の人々に使用されてきた。凧は、船を使わないと無理な水域に（船では座礁の危険性がある浅瀬やサンゴ礁にすらも）上空から行くことが可能で、そこからの釣り方法を提供してくれる。凧はまた、ルアーを水中でトローリングするのに活用されたりもする。適した凧は簡単な構造でも構わない。トビ島のものは、ココヤシの葉脈で枠を張られた大葉である。釣り糸はココナッツ繊維から作られ、ルアーはクモの巣から作られている[35]。現代は ニュージーランドでのカイトフィッシングが人気で、合成素材でできた三角形の大凧が浜辺からの釣りで使用されており[36] 、波間の遠い上空から糸と釣り針を垂らしている。メルボルンではぐにゃぐにゃ凧（スレッドカイト）が人気を集め、海岸や船外や淡水域でも凧を使った釣りが人気となっている。運動障害のある人達は他のやれる手段よりも餌を遠くへと振り出すことが可能なため、障害者コミュニティが釣りをする際に凧を使うことがますます増えている。
- コンティキでの釣り - コンティキと呼ばれる航海用の筏ないし現代では魚雷状の電動推進装置のいずれかを使って、砂浜から最大2000ｍ沖合まで引縄（釣り針は最大25）を曳航する手法[37]。この釣り方法はニュージーランドの砂浜で非常に人気がある。電動コンティキはまた、魚釣りでにそれらを解放する前に、沖合へと曳き縄と餌を引くのに使用できる。現代の電動コンティキは、電動トローリングモーター、リチウム電池、GPS制御オートパイロットを使用し、電動ウィンチは糸と釣り針とコンティキを岸に戻すのに使用される。
- ラジコンでの釣り (Remote control fishing)  - 釣りは遠隔制御式のボートを使って行うことも可能である。この種の釣りは一般に「RCフィッシング」と呼ばれる。ボートは通常30-90cmの長さで、小型の直流バッテリーで動き、無線送信機がボートを制御する。釣り人は釣り糸や餌をボートに繋ぎ、駆動してリモコン操作によって狙いの水域へと誘導する。この技術は人気が高まっている。
- ドローンでの釣り(Drone fishing) - ドローンを補助に使った竿釣り。ドローンは空中飛行型でも水中型でも可能で、人間・コンピューター・AIまたはその組み合わせによる同時リモートコントロールが可能である。 ドローンはカメラを介して魚を偵察したり、釣針を遠方に運んで投下したり、魚を釣り上げて戻るのに使用される。 補助の程度は、使用するドローンのモデルや構成に基づいて調整する。 この技法は通常だとボートを必要とする魚を捕まえるのに使用できる。

## 陥穽漁法

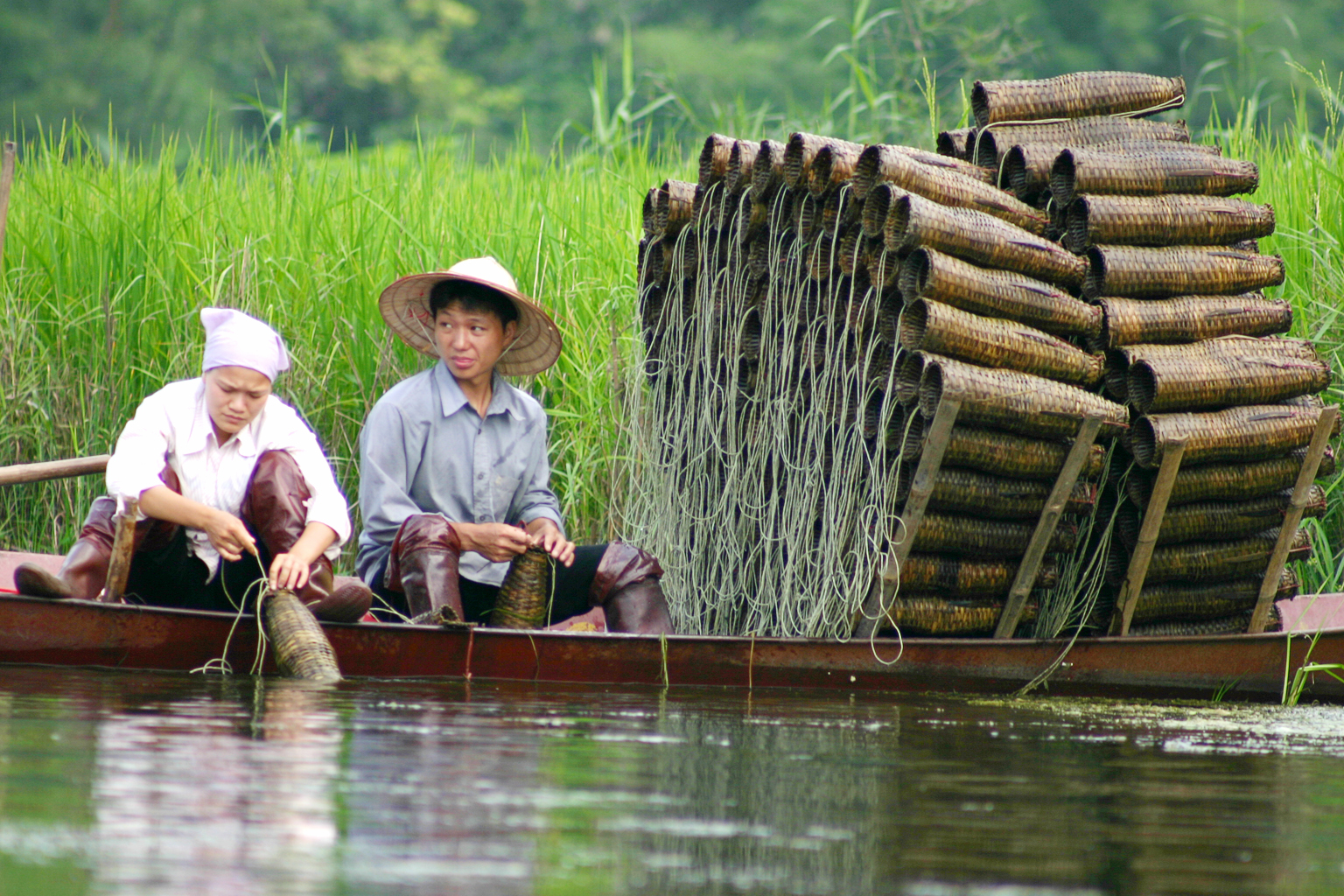
伝統的な漁の罠を仕掛けている漁師。ベトナム

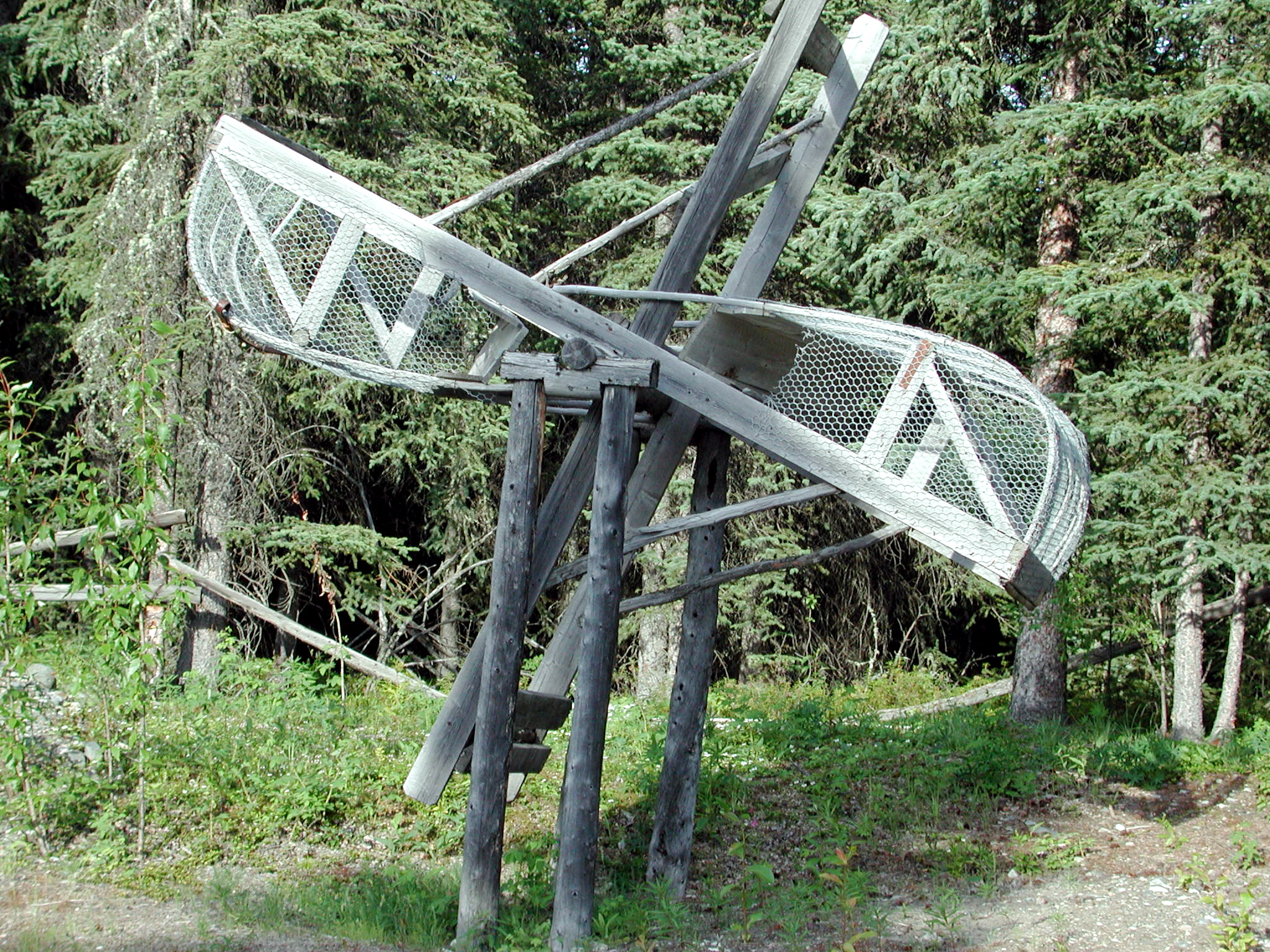
木製の典型的なインディアン水車

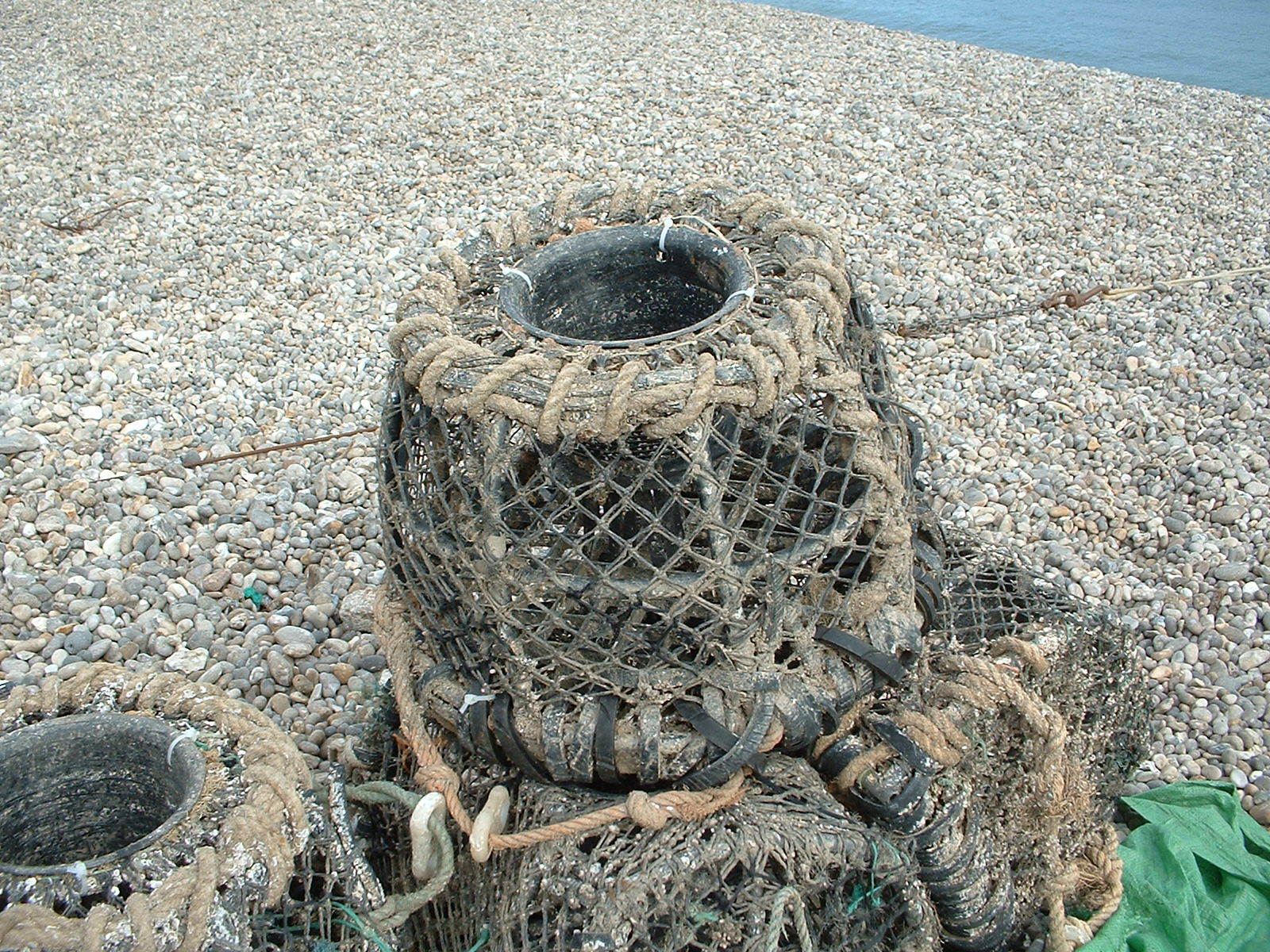
浜辺にあるエビ捕りカゴ。英国デヴォン州

罠は文化的にほぼ普遍的で、各地独立して幾度となく発明されていると思われる。本質的には、川や潮汐エリアに置かれる恒久的ないし半永久的な構造物と、獲物をおびき寄せる餌をつけて定期的に引き上げる壺みたいな罠の2種類がある。
- ダムフィッシング - バカ族 (カメルーン・コンゴ)が用いる、堰を使った職人的な技法。一時的な堰を築くことで下流の水位を低下させ、簡単に魚採りができるようになる[38]。
- 筌（うけ）- 昔は広く使われていた漁具。細木などを編んで円錐状に作られた罠で、魚道に一定時間設置したのち引き上げる。筌口は、魚が中に入ったら出るのが難しい仕組みになっている[39]。
- 梁（やな）- 河岸より杭や柴垣などをV字状に並べ（梁袖）、魚をその先にある梁簀へと追い込む網代の仕掛け。梁設置を巡る揉め事も起こっており、中世イングランド王国では大憲章ことマグナ・カルタに「テムズ川をはじめ王国全域で梁 (Fishing weir) を撤去せよ（海岸は例外）」との条項がある[40]。
- インディアン水車- 水流に沿って水車で動作する装置。浮桟橋に設置されたこの水車には、籠と櫂が全体に備わっている。車輪は水流によって回転する。車輪についた籠が上流へ遡上する魚（例えばサケ）を捕獲し、保持水槽にそれらを移す。水槽が満たされると魚が水揚げされる。
- エビ捕りカゴ (Lobster traps)  - ロブスターを獲るのに使われる籠状の罠。魚用の罠に似ているが、通常小型で幾つかの区画に分かれている[41]。この罠はカニやザリガニなど他の甲殻類を獲るのにも使用される。形状は様々だが、戦略としてはカゴ内に餌を入れたのち水底に沈めておき、一定時間したら引き揚げる、を幾度となく繰り返して生物を捕獲する罠である。設置した場所を容易に探すための目印となる、海面のブイも重要である。
- 蛸壺 - タコを獲る目的で使われる罠となる壺。水底に仕掛けておき一定時間したら引き揚げる点はエビ捕りカゴとほぼ同じだが、必ずしも餌を入れておく必要は無く、身を潜めるのに狭い場所を好むタコの習性を利用したもの。

## 動物の使役

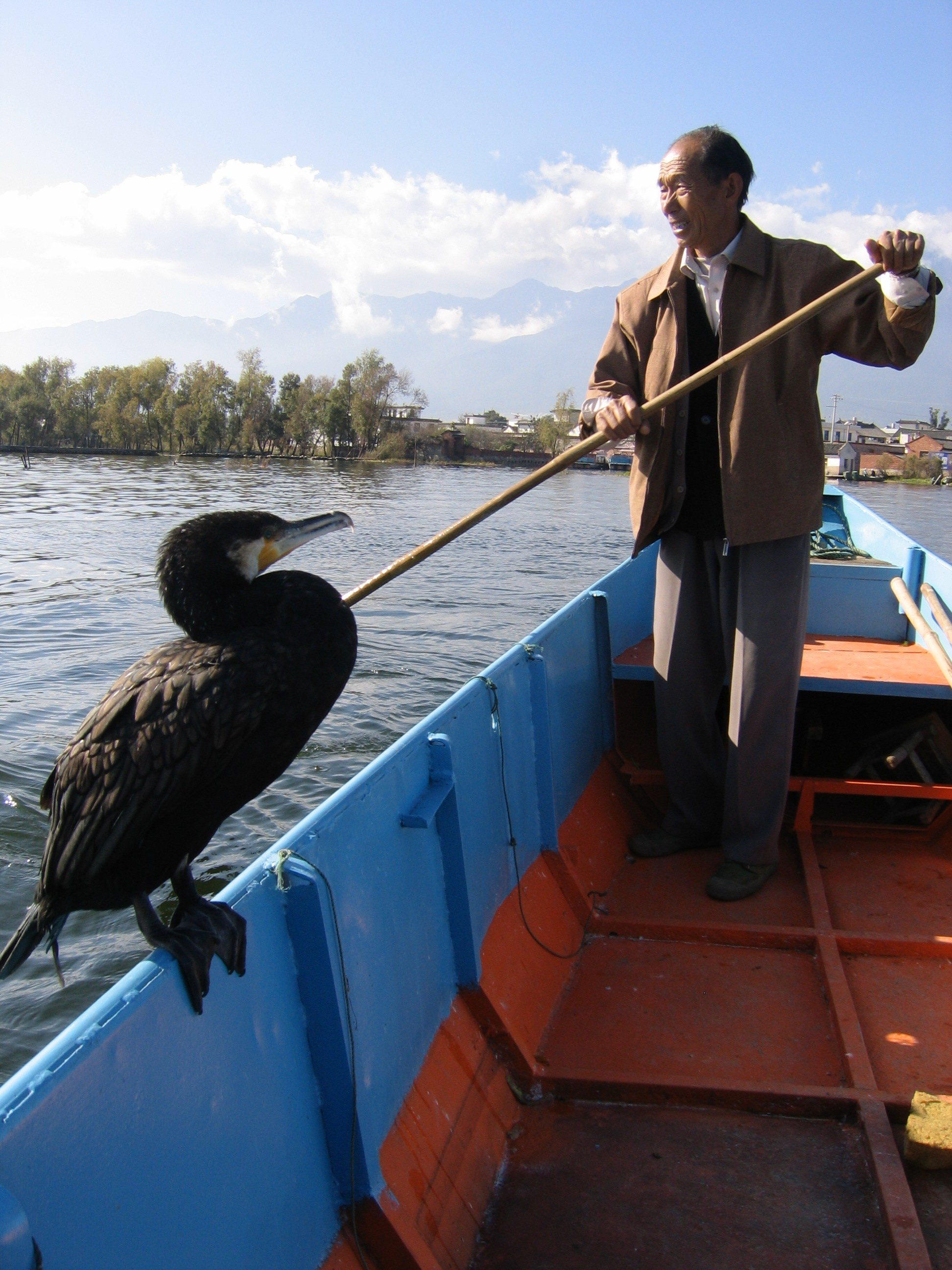
漁のため鵜と一緒にいる中国の漁師

- イルカとの協業 - この漁法は、古代ローマの作家で自然哲学者のプリニー・ジ・エルダーにまでさかのぼる[42]。人間とイルカによる漁業は、近現代でも依然としてブラジル南部[43]ほか世界の幾つかの場所で行われている。ブラジル南部では、男達が干潟の浅瀬に立ったりカヌーに座って列を作り、イルカが現れるのを待つ。現地のイルカは待機中の漁師に向かって魚を移動させる。その後イルカが漁師と十分に接近した瞬間、1匹のイルカが水面から平均1.4秒間現れるという、野生では見られない独特な一連動作を行う[44]。この一連動作が、投げ網を投げるための漁師への目印として機能する。その後イルカは、網をどうにか逃れた魚を捕食する[45][46]。この独特な漁の形態では、魚達が右往左往して、大きなイルカだと泳げない浅瀬へ魚が逃げ込めなくなっているため、イルカに利得がある。同じく、独特な目印の後から網を投げる漁師は、イルカとの連携なしに単独で魚を獲るよりも多くの魚を捕まえることを研究が示している[47]。
- 鵜飼い - 中国と日本では、鵜を使った漁の実践が約1300年前に遡るとされている[48]。漁師は鵜の自然な魚獲りの本能を利用して魚を獲っており、鳥の首周りに巻かれた紐が大きくて貴重な魚が飲み込まれるのを防いでいる。飲み込まれなかった大型の魚は代わりに漁師によって採集される[49]。
- グンカンドリとの協業 - ナウルの人々は、サンゴ礁での魚獲りに訓練されたオオグンカンドリを活用している。
- 漁用犬 - ポルトガルでは16世紀に遡るもので、ポーチュギーズ・ウォーター・ドッグが漁師によって使役され、犬がボート間で合図を送ったり、水から魚や物品を取り出したり、漁船を護衛していた。ラブラドール・レトリバーは、海岸に網を持ち込む手助けとして漁師に利用されている。この犬は網の端に浮かぶコルクをつかんで、岸に引っ張っていく。
- コバンザメ科 - コバンザメ科を釣り糸に結わえて、ウミガメを捕獲するのに利用する慣習が恐らく当初はインド洋で実施されていた。この慣習に関する最古の現存記録は、歴史家ピエトロ・マルティーレ・ダンギエーラ (Peter Martyr d'Anghiera) による1511年の記述で、コロンブスが新世界へ向かう二度目の航海時(1494)のことである[50] 。ただし、これらの記述は典拠が疑わしく、もはやインド洋地域に現存しない更に昔の記述に基づいたとされる。

## その他の技術

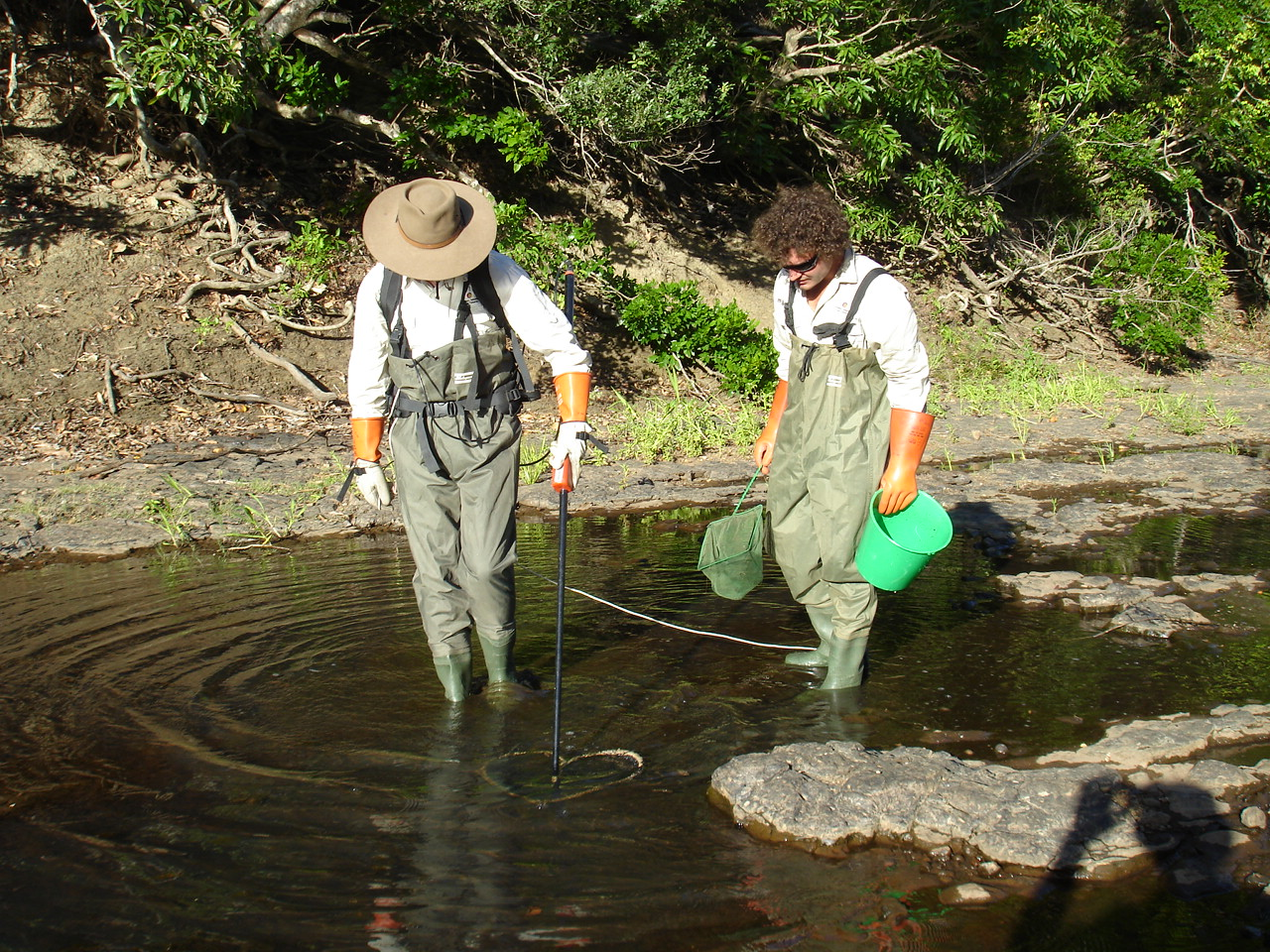
電気漁装置を使って科学者達が種の固有数調査をしている様子

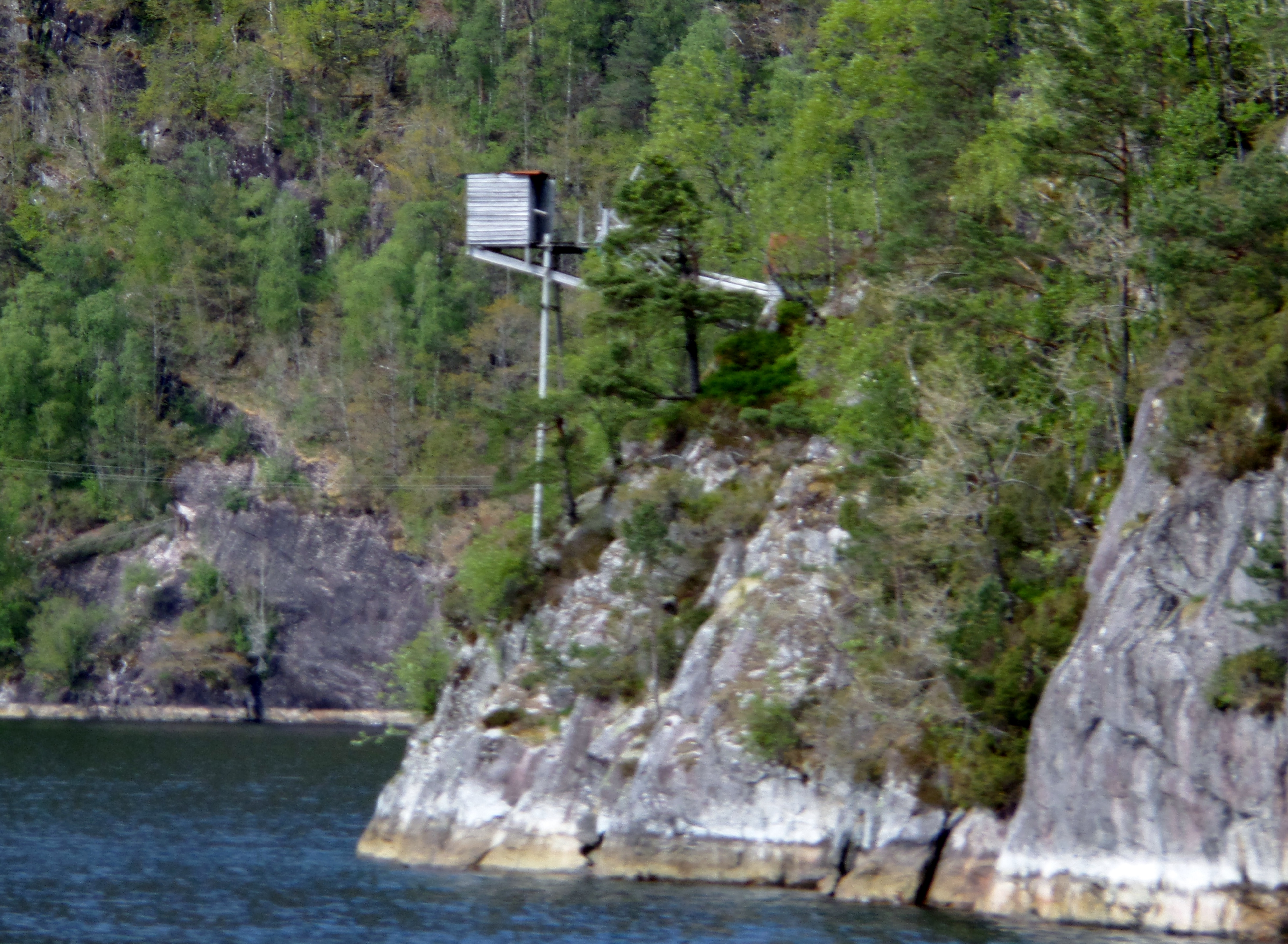
ノルウェー、オスターフィヨルドのlaksegiljer

- バスニグ (Basnig)  -  袋網と魚誘引する高出力ランプの使用を組み合わせた、フィリピンの伝統的な魚獲り方法。バスニガンとして知られている特殊なアウトリガーボートが使用される。
- 電気ショック漁 (Electrofishing)  -  漁業科学者によって主に淡水で使用される近年開発された技術。電気ショック漁は、電気を使って魚を気絶させ、魚を捕まえることが可能になる。これは一般的に、魚群の状況をサンプル採取する科学的な調査で使用されている。適正に実施された場合、電気漁は永久的な障害を魚にもたらすことはなく、気絶した数分後に魚は自然な状態に復帰する。
- 浮魚礁 -  遠洋魚を誘引するために使用される人工物。通常は、海底にコンクリートブロックの沈子をつけ、海面にはブイの浮子をつけて、海の中層に人工物を配置させる人工魚礁。
  - ランプキ網漁 (Lampuki netting)  - マルタの漁師が行う網を使った伝統漁で、ランプキはシイラの現地名。ローマ時代以来、マルタ漁師はヤシの木の大葉を切り取って、それを大きな平らな筏に編む。その筏は小型の伝統漁船 (luzzu) によって海へと曳航される。日中になると、この筏の下にシイラの群れが日陰を求めてやって来るので、それを漁師たちが大型の網を使って捕まえる。
  - パヤオ (Payaos)  - 東南アジアの特にフィリピンで使用されている浮魚礁。第二次世界大戦以前の伝統的なパヤオは手釣りのための竹製筏だったが、現代の鉄製パヤオは集魚灯や魚群探知機を活用して漁獲高を増やしている。パヤオ漁は小規模であればサステナブル（持続可能）だが、大規模かつ近代的なものは水産資源への悪影響に繋がるとされている。
- 掻剥漁 (Fishing dredge)  - 海底からホタテ、カキ、ナマコを獲るのに使われる底引き漁の一種。日本では、網枠に付けた爪で海底を浚う桁網漁が該当する[51]。なお西洋では鎖を網目状にしたスコップ形状であり、漁船で引いていくと鉄製の重量に海洋生物が生きられないため、掻剥漁は海底に破壊的である。特に、再生に数世紀かかるサンゴの海底では非常に有害である。未監視の掻剥漁は未監視の森林伐採と比較されており、生態系を一掃する可能性がある。現在、この漁法は養殖業やスキューバダイビングに置き換えられることが多い。
- 魚群探知機 - 魚や魚群の存在を示す電子ソナー機器。小型のものが遊漁者に広く使用されている。商業的には、これが他の電子機器（GPSを利用して自船位置を制御する電子アンカー等）と共に使用される。
- 集魚灯 - 何らかの構造物に取り付けられた、魚および餌魚を引き寄せるための（水上または水中の）照明。集魚灯は夜の漁でいつも稼働させる。しばらくすると、魚は光の周囲にいる餌の集団が増えてくるの見つける。一旦場所が分かれば魚は定期的に戻ってくるので、漁獲可能になる。
- フロッシング (Flossing)  - ボトムバウンシング(bottom bouncing)とも呼ばれる、米国では通常サケを釣る方法。水流や川底に沿って引きずることで跳ねさせるオモリを取り付けた釣り針と餌を使用する[52]。似た技法で、日本ではアマダイなどを釣る「ディギング」が知られている[53]。
- 友釣り - 魚の縄張り行動を利用し、餌ではなく釣り糸におとりのアユをつけて川を泳がせ、野アユを釣り上げる方法。日本独特の釣法。
- 伝統的なノルウェーのサケ漁(Laksegiljer) - 漁師が座る高床式に建てられた小屋で行うこの釣り方法は、岩に結ばれた釣り糸で開口部が制御される漁網を必然的に伴う。小屋下の海底には白い板がある。サケが泳いで板を通過すると、それを見て漁師は岩を水に投げ込み、すると糸が魚網の開口部を閉じてサケを捕らえるという罠である。この漁法はノルウェーで現在禁止されているが、オスターフィヨルドでは古い伝統を維持する目的で、現地民が特別な許可を得てこの手法を使っている。
- 銃撃 - 銃の取得が可能なアメリカ合衆国では、銃による魚取りを行う者がいる。なお、カンザス州は銃を使用した魚取りを違法とし、水に向けた発砲は跳弾の恐れがある危険な行為であるとして注意喚起が行われている[54]。

## 破壊的技法
破壊的な漁業慣行とは、水生生物や生態系に不可逆的な被害をもたらす慣行をいう。不適切に使えば多くの漁法が破壊的となりうるが、一部の慣行は特に不可逆的な損害をもたらす可能性がある。これらの慣行は大半が違法である。例えば以下のものがある。
- ダイナマイト漁 - ダイナマイト漁または爆発漁とは、現地で入手可能な材料から作られたダイナマイトや即席爆発装置で簡単かつ安価に実施されている。魚は爆発からの衝撃波によって殺され、その後で水面から掬い取られたり水底から集められる。爆発は無差別に近くの魚や海洋生物を大量に殺し、物理的環境を損傷したり破壊できてしまう。爆発は特にサンゴ礁に有害である[55] 。この漁は、日本を含め[56] 世界中の多くの水域で違法とされている。
- 底引網 - 海底に沿って行うトロール漁（トロール網を曳航）のこと。科学界では底引網を底生帯と底質帯のトロールに区分している。底生帯トロールは海底の一番下で網を引くもので、底質帯トロールは底生帯のすぐ上で網を引くものを言う。底引網は、海底に棲む魚（根魚）と半遠洋種（タラ、イカ、エビ、メバルなど）の両方をターゲットにしている。この漁は北海やグランドバンクなど大量漁獲された場所で1世紀以上にわたって運用されている。乱獲は長い間グランドバンクで魚生息域に大きな生態学的変化を引き起こしていると認識されているが、ここ近年では底生帯トロールが海底の生息域にもたらす被害に関する懸念が高まっている[57]。特に懸念される種は、成長の遅い深海サンゴのLophelia pertusaである。この種は深海生物の多様な生物群にとって棲み家となっているが、漁具により簡単に損傷を被ってしまう。2004年11月17日、国連総会は各国に対して公海着底トロール漁の一時停止を検討するよう要請した[58][59]。
- 毒流し - シアン化物での魚獲りは主に水槽で使うために生きた魚を採集する方法で、魚を気絶させるためシアン化ナトリウム混合物を獲りたい魚の生息地に噴霧したりする。この実践は、標的の個体数だけでなく他の多くの海洋生物も傷つける。日本では、研究調査で農林水産大臣からの許可が下りた場合を除き、この漁は違法である[60]。近年の研究では、シアン化物の使用と捕獲後の扱いによるストレスの組み合わせで、生物の捕獲後48時間以内の死亡率が最大75%になる[要出典]事が示されている。これほど高い死亡率だと、捕獲後の死を埋め合わるべく更に大量の魚を捕まえる必要がある。
- ムロアミ (Muro-ami)  - 東南アジアのサンゴ礁で採用されている破壊的な職人漁法。打撃装置（サンゴ礁に叩き付けるべくロープで固定した大石など）の付いた巻網が使われる。また同装置は、船に装着したクレーンで海上に吊り下げられたセメントの重い大型ブロックで構成されたりもする。打撃装置は網で囲まれた領域に繰り返し降ろされ、サンゴ避難場所の魚を怖がらせるためにサンゴを小さな断片に粉砕する。サンゴ塊への「破砕」影響は、長期的かつ実質的に完全な破壊的影響を及ぼすと説明されている[61]。